# Yoshiobodes plumosus
Yoshiobodes plumosus är en kvalsterart som först beskrevs av Balogh 1970.  Yoshiobodes plumosus ingår i släktet Yoshiobodes och familjen Carabodidae. Inga underarter finns listade i Catalogue of Life.